# 马修·韦尔斯 (赛艇运动员)
马修·韦尔斯（英語：Matthew Wells，1979年4月19日—），英国男子赛艇运动员。他曾代表英国参加2000年、2004年、2008年和2012年夏季奥林匹克运动会赛艇比赛，其中2008年奥运会获得一枚铜牌。